# Сандра Ньюман
Сандра Ньюман (нар. 6 листопада 1965, Бостон, Массачусетс) — американська письменниця. Здобула ступінь бакалавра в Політехнічному інституті Центрального Лондона та ступінь магістра в Університеті Східної Англії.
Перший роман Ньюмен, The Only Good Thing Anyone Has Ever Done, вперше вийшов 2002 року та отримав номінацію на премію Guardian First Book Award 2002. У романі розповідається про усиновлену американку з Гватемали, яку звуть Крізаліс Моффат, він зосереджується на подіях у житті дівчини та її родини, авторка застосовує незвичний стиль, що нагадує нотатки, зроблені під час написання роману.
Третій роман Ньюман, The Country of Ice Cream Star (2014), потрапив до числа вісімдесяти книг, номінованих на премію Folio 2015 і до двадцяти творів, номінованих на Жіночу літературну премію Baileys for Fiction 2015. Роман слідує за головною героїнею, Морозиво П’ятнадцять зірок, дистопічними майбутніми Сполученими Штатами, поки вона шукає ліки проти спадкової хвороби свого брата.
Її четвертий роман «Небеса» (2019), що вийшов у Grove Atlantic, розповідає історію жінки, яка живе на початку двадцять першого століття, але щоночі уві сні повертається до Англії Єлизаветинської епохи, де вона живе як Емілія Ланьє, єврейська поетка, коло знайомих якої охоплює маловідомого поета, якого звуть Вільям Шекспір. The New York Times Book Review назвала його «дивним і красивим гібридом».
Вона також є авторкою роману «Торт» (2008); мемуарів «Перемінник» (2010); і посібника із західної літератури The Western Lit Survival Kit: How to Read the Classics Without Fear (2012). Співавторка книжок «Як не писати роман» (2008) і «Читати далі» (2010).
Її п’ятий роман «Чоловіки» (2022), що вийшов у Grove Atlantic, розповідає історію, у якій усі люди з Y-хромосомою зникають з лиця Землі. Книга викликала суперечки, дехто критикував її акцент на біології та виключення трансжінок. Однак у The Telegraph Клер Оллфрі цитує обговорення трансжінок у книзі, а в Publishers Weekly Девід Варно пише, що «Роман "Чоловіки" водночас доступний та напрочуд складний, і зазначає, що «трансперсонажі дійсно фігурують у ньому». В огляді для The Times Джесса Кріспін описала «Людей» як «найбільш невдало задуманий і погано реалізований роман цього року». У Financial Times Еріка Ваґнер написала, що роман був «сумбурною й заплутаною книгою, хаотичним клубком ниток, які так і не сплітаються у задовільну цілісність». У The Spectator Сара Дітум назвала «Людей» «захопливим, нав’язливим романом», а в The Telegraph Ніна Павер назвала його «переконливим і приємним».
Її шостий роман, «Джулія» (2023), який видали видавництва Granta у Великобританії та Mariner Books у США, написаний на замовлення спадщини Джорджа Орвелла, повертається до подій антиутопічної класики 1984 очима кохання Вінстона Сміта, Джулії. LA Times назвала книгу «приголомшливим поглядом на те, що відбувається, коли сильна людина стикається з найгіршим у людстві, а також ідеальним зразком похідного мистецтва». Financial Times назвала її «яскраво змальованою, моторошною антиутопією, що повністю відповідає тексту Орвелла», тоді як Еріка Вагнер у The Telegraph охрестила її «шедевром».

### Романи
- Єдина хороша річ, яку хтось коли-небудь зробив (2002)
- Торт (2006)
- The Country of Ice Cream Star (2014)
- Небеса (2019)
- Чоловіки (2022)
- Джулія (2023)

## Переклади українською
2024 року у видавництві «Лабораторія» вийшов український переклад книжки «Джулія.1984». Перекладачка з англійської — Ната Гриценко.